# Chladivo

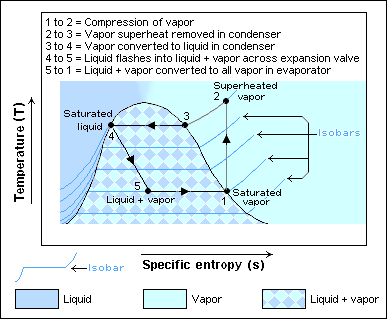
Tepelný cyklus

Chladivo je chemická látka nebo směs látek používaná v tepelném cyklu, kde podléhá fázové přeměně z plynu na kapalinu a zpět. Hlavní oblasti použití chladiv jsou chladničky/mrazničky, klimatizace a tepelné čerpadlo. Používání chladiv vzbuzuje čím dál větší obavy, od doby, kdy bylo v 80. letech zjištěno, že nejpoužívanější chladiva jsou hlavní příčinou vzniku ozonové díry.

## Fyzikální vlastnosti
Ideální chladivo má dobré termodynamické vlastnosti, je nekorozivní a bezpečné. Požadovanými termodynamickými vlastnostmi jsou bod varu mírně pod cílovou teplotou, vysoké výparné teplo, nízká hustota v kapalné formě, relativně vysoká hustota v plynné formě a vysoká kritická teplota. Protože bod varu a hustota plynu závisí na tlaku, může být vhodnost chladiv pro určité použití záležitostí volby pracovního tlaku.
Korozní vlastnosti jsou věcí materiálové kompatibility se součástmi použitými v kompresoru, potrubí, výparníku a kondenzátoru. Bezpečnostní úvahy zahrnují toxicitu a hořlavost.

## Související články

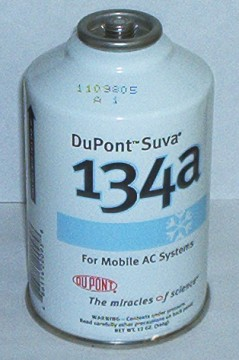
Chladivo R-134a
(1,1,1,2-tetrafluorethan)